# 萊施特卡姆山
47°08′45.5″N 9°12′48″E / 47.145972°N 9.21333°E

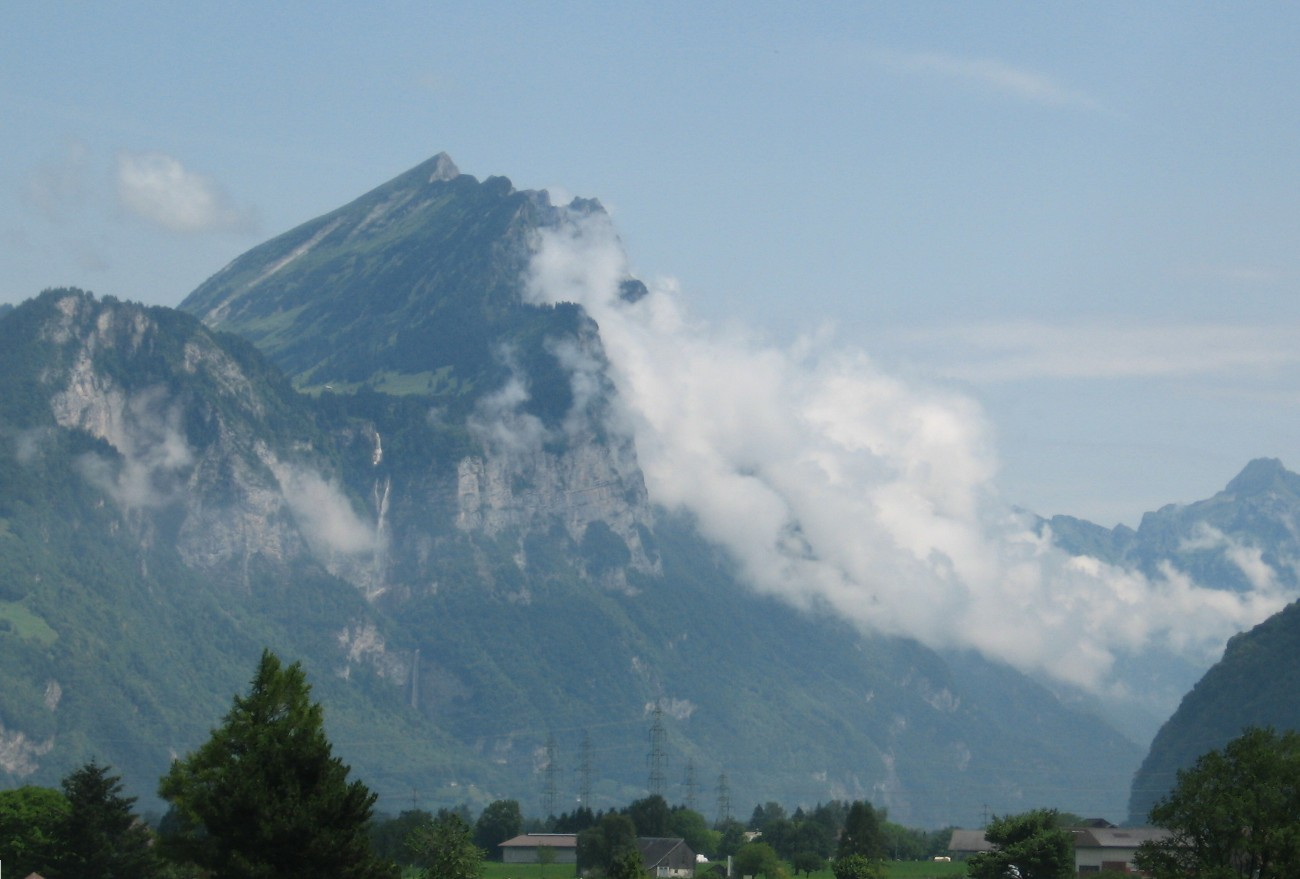

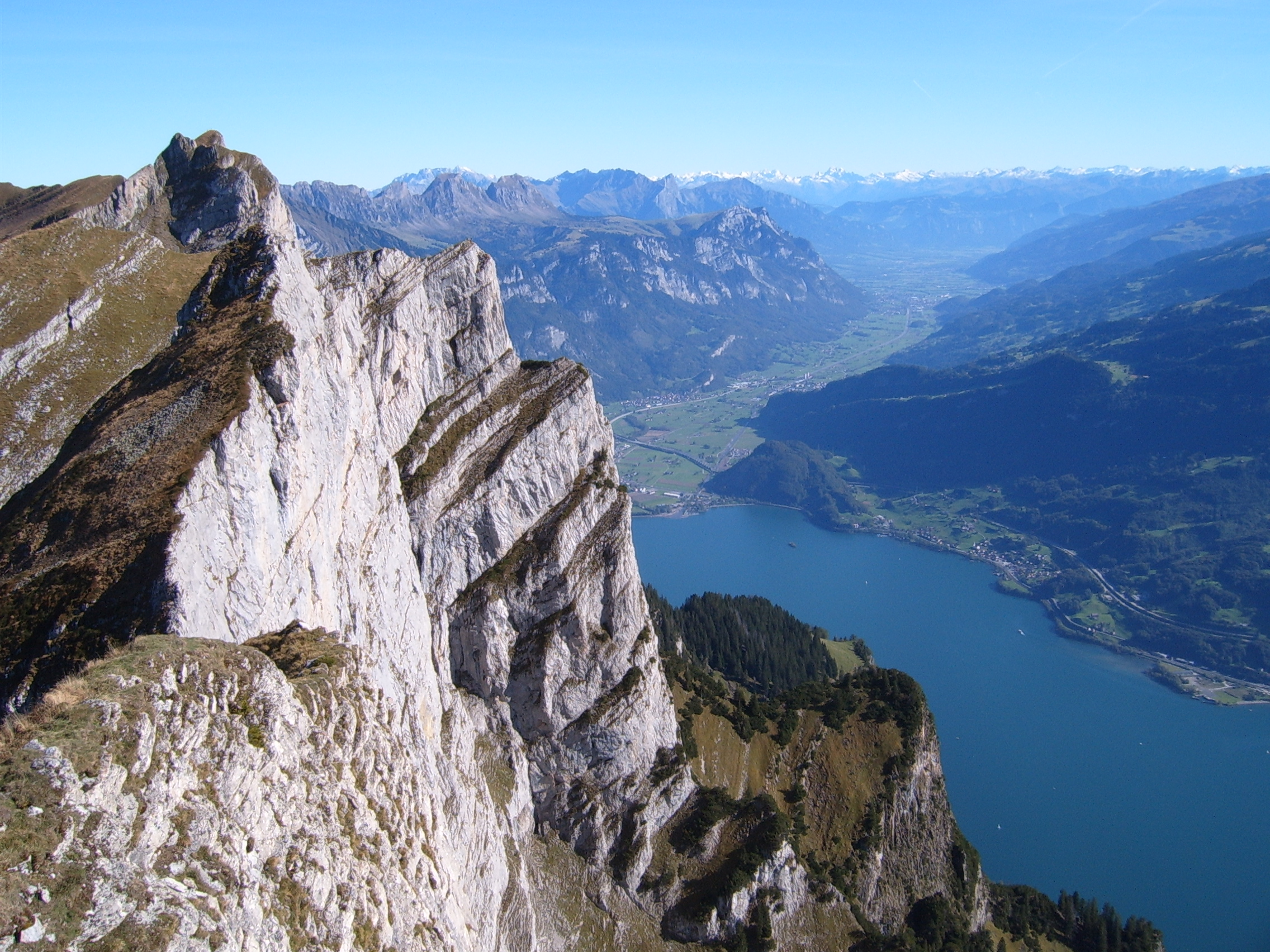

萊施特卡姆山（Leistchamm），是瑞士的山峰，位於該國東北部，由聖加侖州負責管轄，屬於阿彭策爾阿爾卑斯山脈的一部分，海拔高度2,101米，每年平均降雨量1,954毫米。

## 外部連結
- Leistchamm on Hikr （页面存档备份，存于）